# Roberto Argüello
Pour les articles homonymes, voir Argüello.
Roberto Argüello, né le 12 mai 1963 à Rosario, est un joueur de tennis argentin.

## Palmarès

### Titre en simple messieurs
| No | Date       | Nom et lieu du tournoi                         | Catégorie | Dotation | Surface      | Finaliste   | Score         |  |
| -- | ---------- | ---------------------------------------------- | --------- | -------- | ------------ | ----------- | ------------- |  |
| 1  | 06-06-1983 | Torneo Internazionale Citta di Venezia, Venise |           | 75 000 $ | Terre (ext.) | Jimmy Brown | 2-6, 6-2, 6-0 |  |